# Suzzara
Suzzara là một đô thị tại tỉnh Mantova trong vùng Lombardia của Italia, có vị trí cách khoảng 130 km về phía đông nam của Milano và khoảng 20 km về phía nam của Mantova. Tại thời điểm ngày 31 tháng 12 năm 2004, đô thị này có dân số 18.551 người và diện tích là 60,8 km².
Đô thị Suzzara có các frazioni (các đơn vị trực thuộc, chủ yếu là các làng) Brusatasso, Riva, Sailetto, San Prospero, Tabellano, và Vie Nuove.
Suzzara giáp các đô thị: Dosolo, Gonzaga, Luzzara, Motteggiana, Pegognaga, Viadana.